# Zamek w Branie

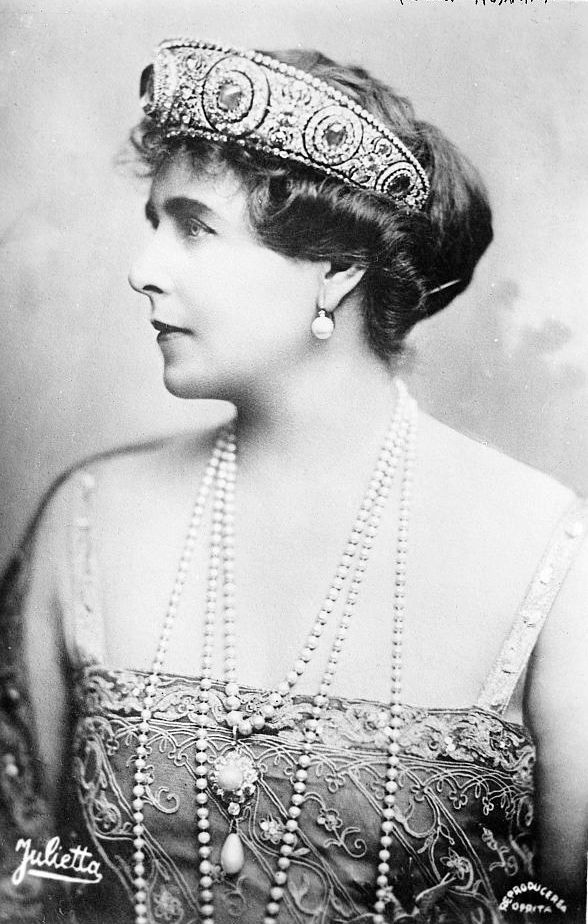
Królowa Maria

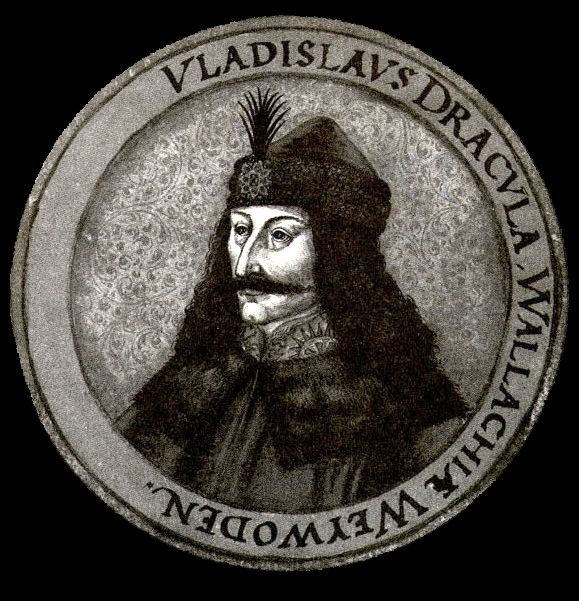
Wład Palownik, prawdopodobny pierwowzór Drakuli

Zamek w Branie (niem. Törzburg, węg. Törcsvár, rum. Castelul Bran) – średniowieczny zamek w Branie w Siedmiogrodzie (Rumunia). Wzniesiony na pograniczu z Wołoszczyzną był ważnym punktem obronnym. Od 1920 pełnił funkcję rezydencji letniej królowej Rumunii Marii. Przejęty przez komunistyczny rząd Rumunii w 1947, powrócił w 2006 do spadkobiercy ostatniego właściciela, Dominika Habsburga, który wystawił obiekt na sprzedaż. Obecnie (2011) w zamku mieści się muzeum historyczne.
Dzięki książce Brama Stokera zamek uchodzi za siedzibę wampira Draculi, choć prawdopodobny pierwowzór tej postaci, Wład Palownik, nigdy w nim nie mieszkał. Prawdziwą siedzibą Włada był bowiem Zamek Poenari.

## Historia

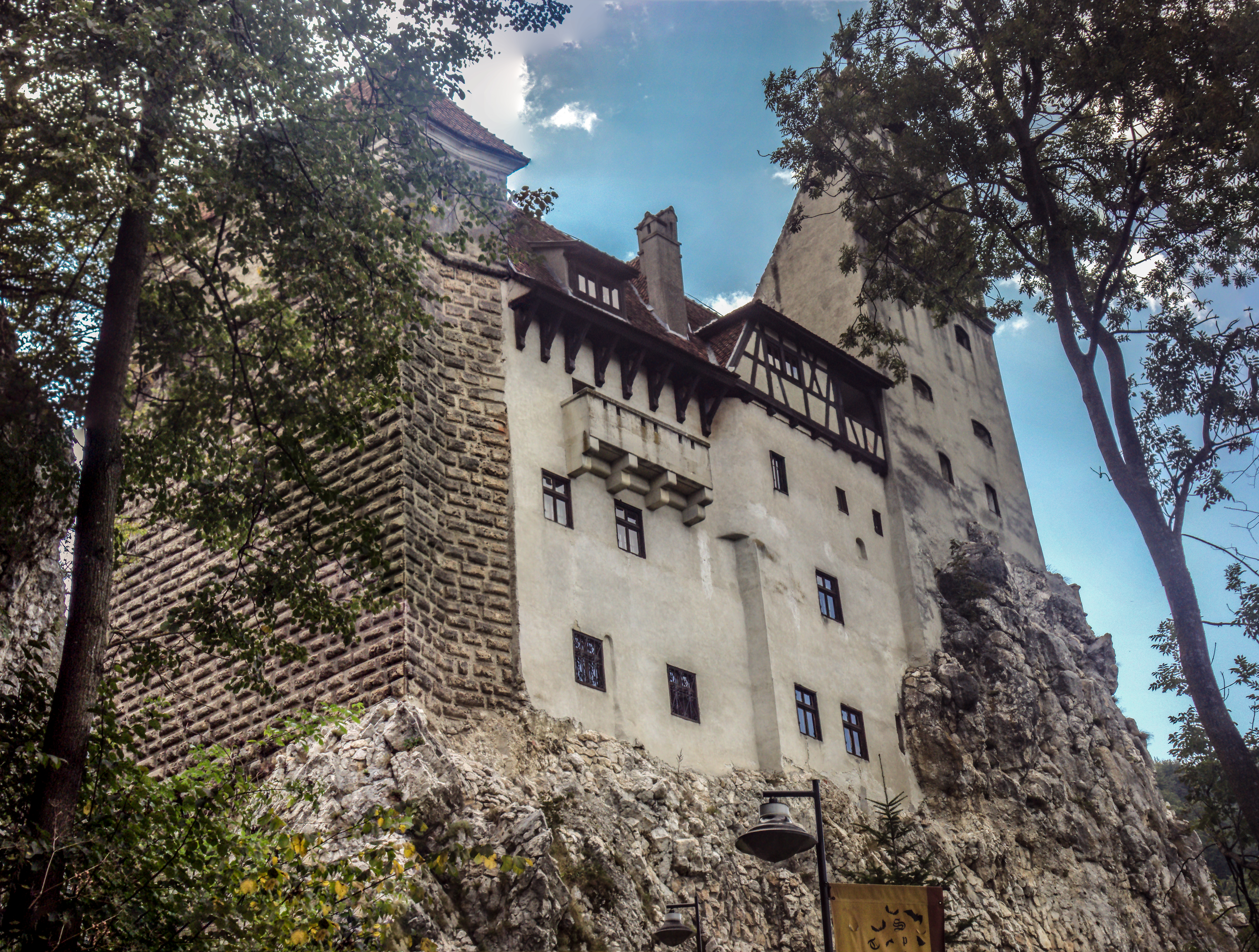

### Średniowiecze
Pierwszy drewniany zamek obronny Dietrichstein wznieśli na przełęczy w Branie Krzyżacy w ok. 1212. Nazwa twierdzy pochodziła od nazwiska fundatora, rycerza zakonu krzyżackiego, Dietricha. Budowla stanęła na 60 m skale, skąd zakon sprawował kontrolę nad traktem granicznym między Siedmiogrodem a Wołoszczyzną. W XIV w. zamek przeszedł na własności społeczności Sasów siedmiogrodzkich oddalonego o ok. 30 km Braszowa (niem. Kronstadt). Zniszczony w 1370 podczas najazdu tureckiego.
W 1377 król Węgier Ludwik Węgierski zezwolił Sasom z Braszowa na odbudowę twierdzy, która miała spełniać jednocześnie funkcję punktu celnego na często uczęszczanym szlaku handlowym między Wołoszczyzną a Siedmiogrodem. Zamek wzniesiono z kamienia i cegły w stylu gotyckim.
Zamkiem i jego dobrami (okoliczne wsie: Baciu, Cernatu, Satulung, Turcheş, Tărlungeni, Zizin, Purcăreni, Crizbav, Apaţa, Zărneşti i Tohan) zarządzał możny mianowany przez króla węgierskiego, najczęściej hospodar siedmiogrodzki. Nieopodal twierdzy powstał punkt celny pobierający 3% opłatę od przewożonych dóbr.
Na początku XV w. zamek przeszedł w posiadanie hospodara wołoskiego Mirczy Starego, który w 1413 nadał mieszkańcom Braszowa przywileje celne na obszarze Wołoszczyzny oraz na szlaku Braszów-Bran-Braila. Następcy Mirczy łamali przywileje Braszowian, którzy wnieśli skargę do króla Zygmunta Luksemburskiego. W owym czasie twierdza była często oblegana przez wojska tureckie. W obliczu niebezpieczeństwa tureckiego, król przekazał zamek wojewodzie siedmiogrodzkiemu (1426). Braszowianom przywrócono przywileje celne w zamian za przekazywanie informacji o nadciągającym ataku tureckim.
W 1440 twierdzę przejął węgierski wojewoda siedmiogrodzki Jan Hunyady, który pokonał Turków w okolicach Branu. W 1459 wojska Włada Palownika pokonały przełęcz na południe od Branu i zaatakowały Braszów, niszcząc m.in. kościół św. Bartłomieja.
W 1498 budowlę ponownie przejęli mieszkańcy Braszowa, którzy pozostawali w jego posiadaniu z przerwami aż do 1848. W owym okresie zamek pełnił głównie funkcję punktu celnego.

### Czasy nowożytne
W 1619 zamek spłonął, został jednak odbudowany z rozkazu księcia siedmiogrodzkiego Gábora Bethlena. Wówczas m.in. został ozdobiony attyką o widocznych nawiązaniach do sztuki polskiej (jaskółczy ogon). Pod koniec XVII w., po zwycięstwach nad Turkami pod Wiedniem (1683) oraz Zentą (1697), twierdza przeszła w ręce Habsburgów. Polityka gospodarcza i wojskowa Habsburgów w XVIII w. doprowadziła do upadku znaczenia zamku jako twierdzy obronnej i strategicznego punktu celnego. Habsburgowie utrudniali handel pomiędzy Braszowem a Wołoszczyzną. W 1706 obowiązki celne przejął urzędnik z austriackiego ministerstwa skarbu, który de facto sprawował kontrolę nad zamkiem oraz przebiegającym tu szlakiem handlowym. W poł. XVIII w. Austriacy wyznaczyli wzdłuż Karpat kordon sanitarny z punktem kwarantanny na zamku w Branie. W 1723 twierdza została odrestaurowana.
Kryzys gospodarczy pod koniec XVIII w. zmusił władze austriackie do wprowadzenia podatku katastralnego na terenie kraju. Spowodowało to pogorszenie się sytuacji ekonomicznej mieszkańców Branu, którzy sprzeciwili się polityce Habsburgów i odmówili odprowadzania podatków do Braszowa. Zamek stracił na znaczeniu handlowym, kiedy w 1836 granica pomiędzy Transylwanią a Wołoszczyzną została przesunięta w wyższe partie gór.
Podczas sporu Rosji z Turcją Osmańską o Bałkany (X wojna rosyjsko-turecka), zamek umocniono. Wkrótce stał się siedzibą garnizonu wojsk austriackich, lecz jego znaczenie militarne nie mogło być wielkie ze względu na brak możliwości unowocześnienia fortyfikacji. W 1888 zamek ponownie przeszedł na własność Braszowa, które przekazało go w użytkowanie administracji lasów.

### XX wiek
Po włączeniu Siedmiogrodu w skład Rumunii w 1918, mieszkańcy Braszowa na czele z burmistrzem Karlem Schnell podarowali zamek królowej Marii, żonie króla Rumunii Ferdynanda I (1920). Na życzenie Marii, czeski architekt Karel Liman przebudował zamek na letnią rezydencję. Skład artylerii został zamieniony w kaplicę. Pomieszczenia garnizonowe przebudowano na apartamenty królewskie. W studni zamkowej zainstalowano windę, która zwoziła mieszkańców 60 m pod ziemię do tunelu prowadzącego do parku w dolinie. Na zamku zainstalowano trzy kabiny telefoniczne. W sierpniu 1932 królowa Maria wybudowała elektrownię turbinową, która zapewniła prąd dla zamku oraz okolicznych miejscowości Bran, Simon i Moeciu. W grudniu 1932 powstała elektrownia wodna na rzece Turcu.
Zamek stał się ulubioną rezydencją letnią królowej Marii, która urządziła swoje apartamenty w stylu niemieckiego i włoskiego renesansu z wpływami sztuki lokalnej. Po jej śmierci w 1938, zamek odziedziczyła jej najmłodsza córka, księżniczka Ileana. Ileana przebywała tu często wraz z rodziną. W 1944 przeniosła się tu z dziećmi na stałe. Do Branu przywiozła szkatułę z sercem swojej matki. Zbudowała także szpital im. Serca Królowej, w którym sama pracowała.
Po abdykacji króla Michała w 1947, zamek przejął komunistyczny rząd Rumunii. Opuszczona budowla popadła w ruinę. Po remoncie w 1956 otwarto go dla zwiedzających.

### Restytucja
W 2006, w ramach postępowania restytucyjnego, rząd Rumunii zwrócił zamek Dominikowi Habsburgowi, najmłodszemu synowi księżniczki Ileany, który wystawił go na sprzedaż.
We wrześniu 2007 komisja śledcza Parlamentu Rumunii stwierdziła, że restytucja zamku w Branie była niezgodna z prawem. Jednak w październiku 2007 rumuński trybunał konstytucyjny odrzucił petycję parlamentu w tej sprawie. W grudniu 2007 rządowa komisja śledcza potwierdziła zgodność decyzji restytucyjnej z prawem.

## Związek z Drakulą
Zamek w Branie odpowiada opisowi siedziby karpackiego wampira Drakuli, kluczowej postaci w powieści gotyckiej Drakula autorstwa irlandzkiego pisarza Brama Stokera. Pierwowzorem Drakuli był najprawdopodobniej hospodar wołoski Wład Palownik, słynący z brutalności. Jego związek z zamkiem w Branie nie został jednak potwierdzony. Przypuszcza się, że mógł tu spędzić parę dni (1–2) jako więzień.

## Galeria

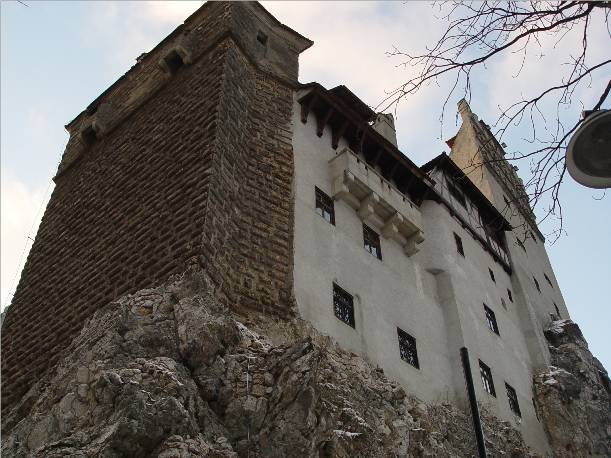
Zamek w Branie
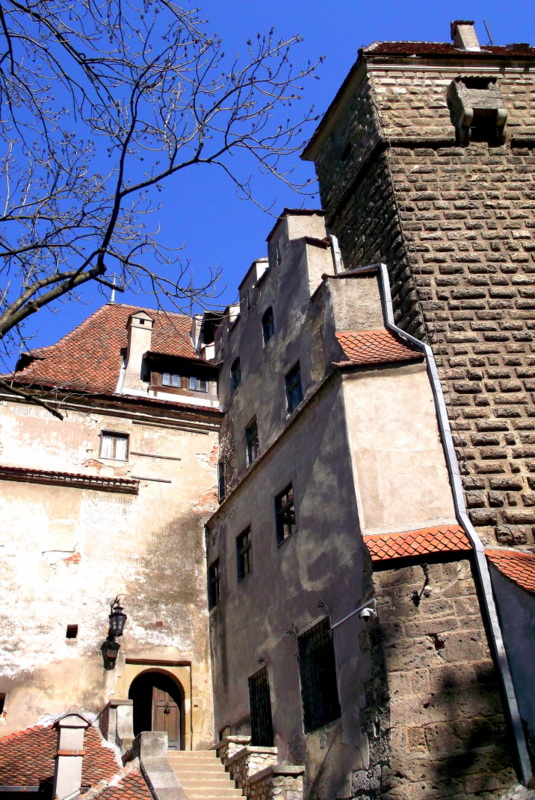
Wejście do zamku
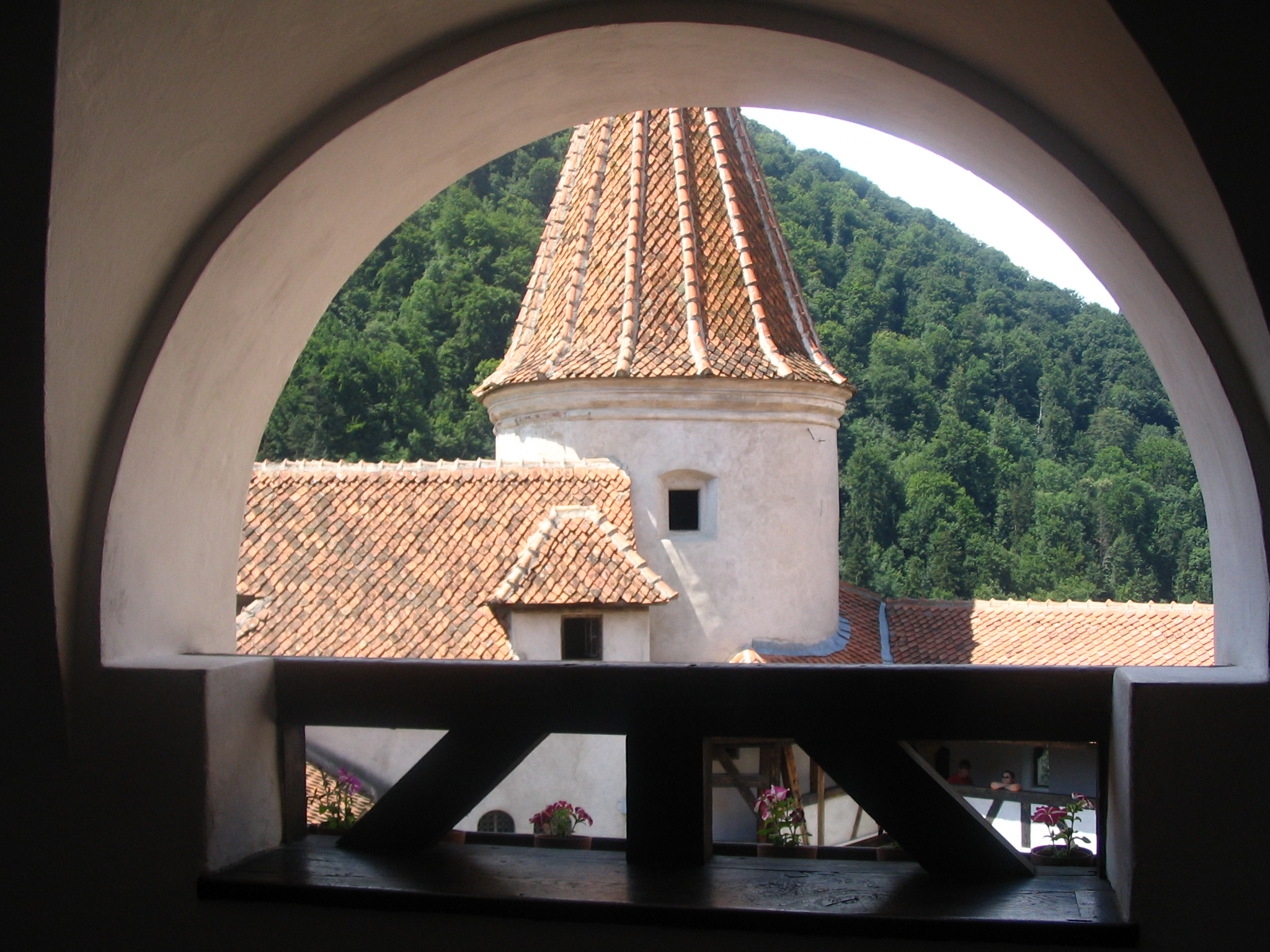
Zamek w Branie, widok na dziedziniec
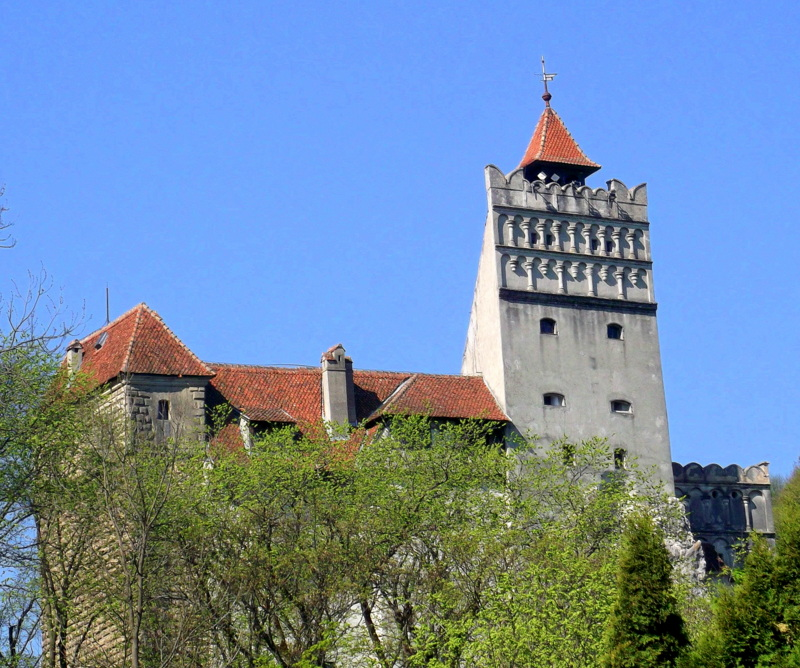
Zamek
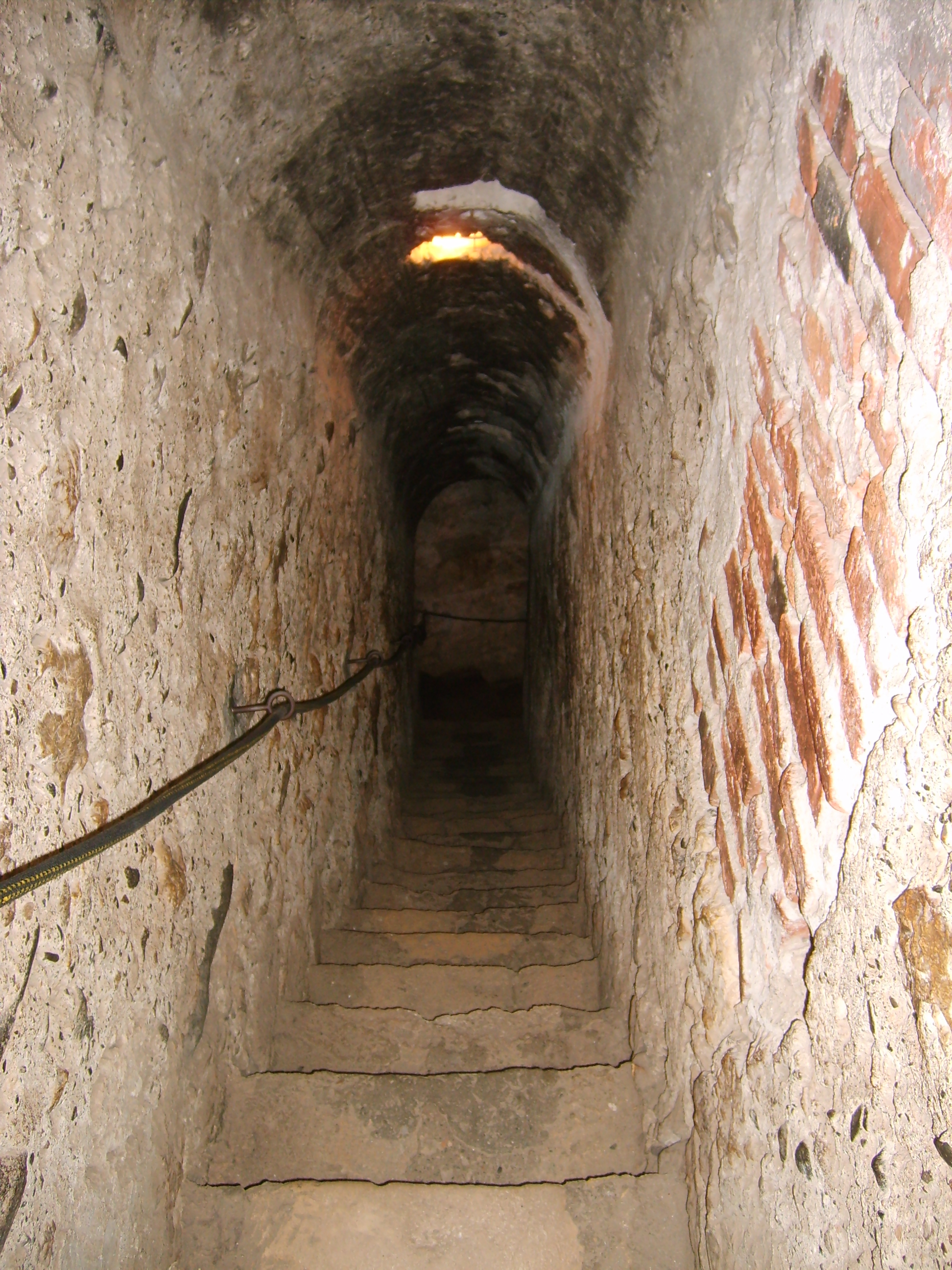
Sekretne przejście łączące piętra 1–3
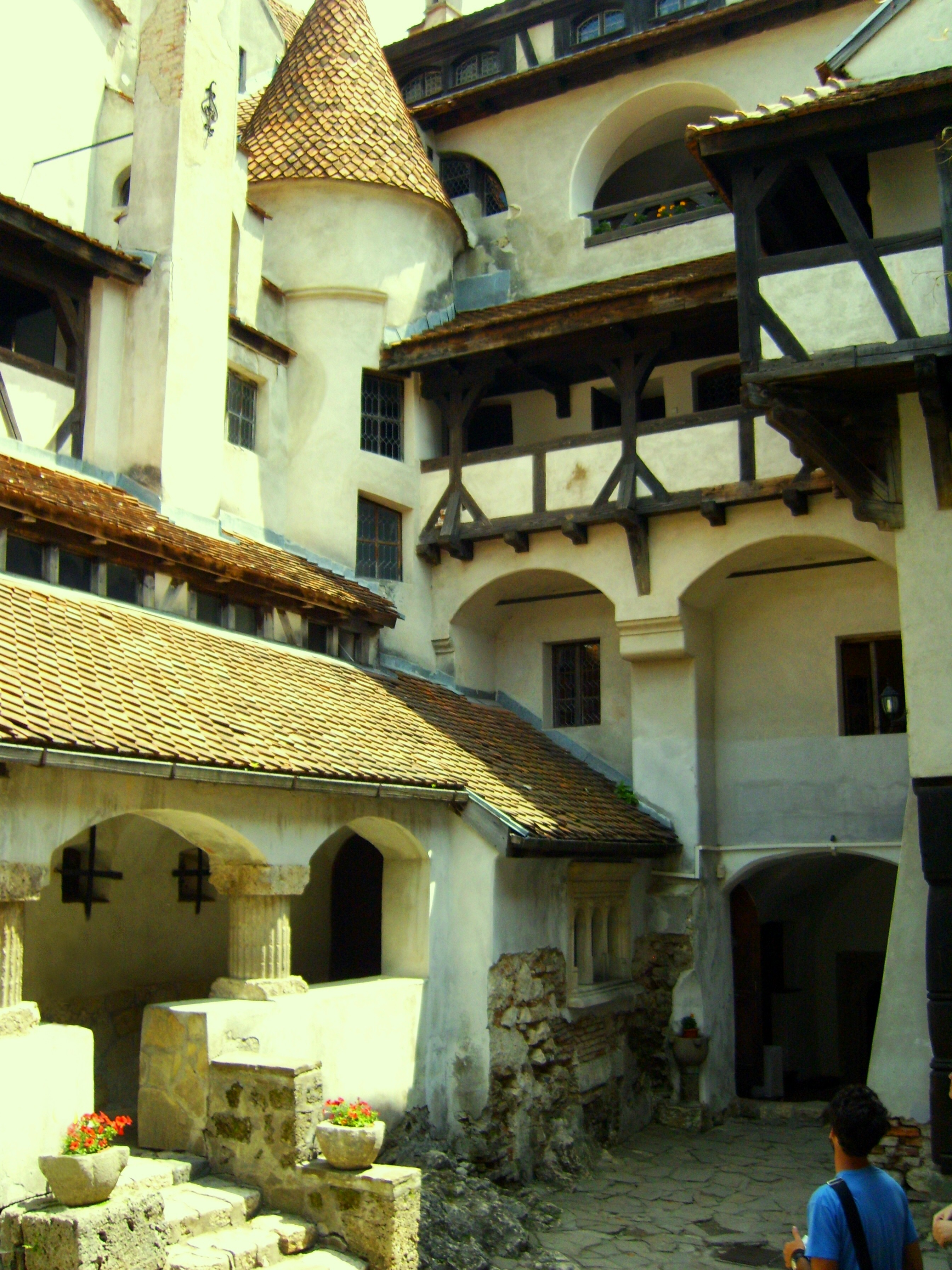
Dziedziniec zamkowy
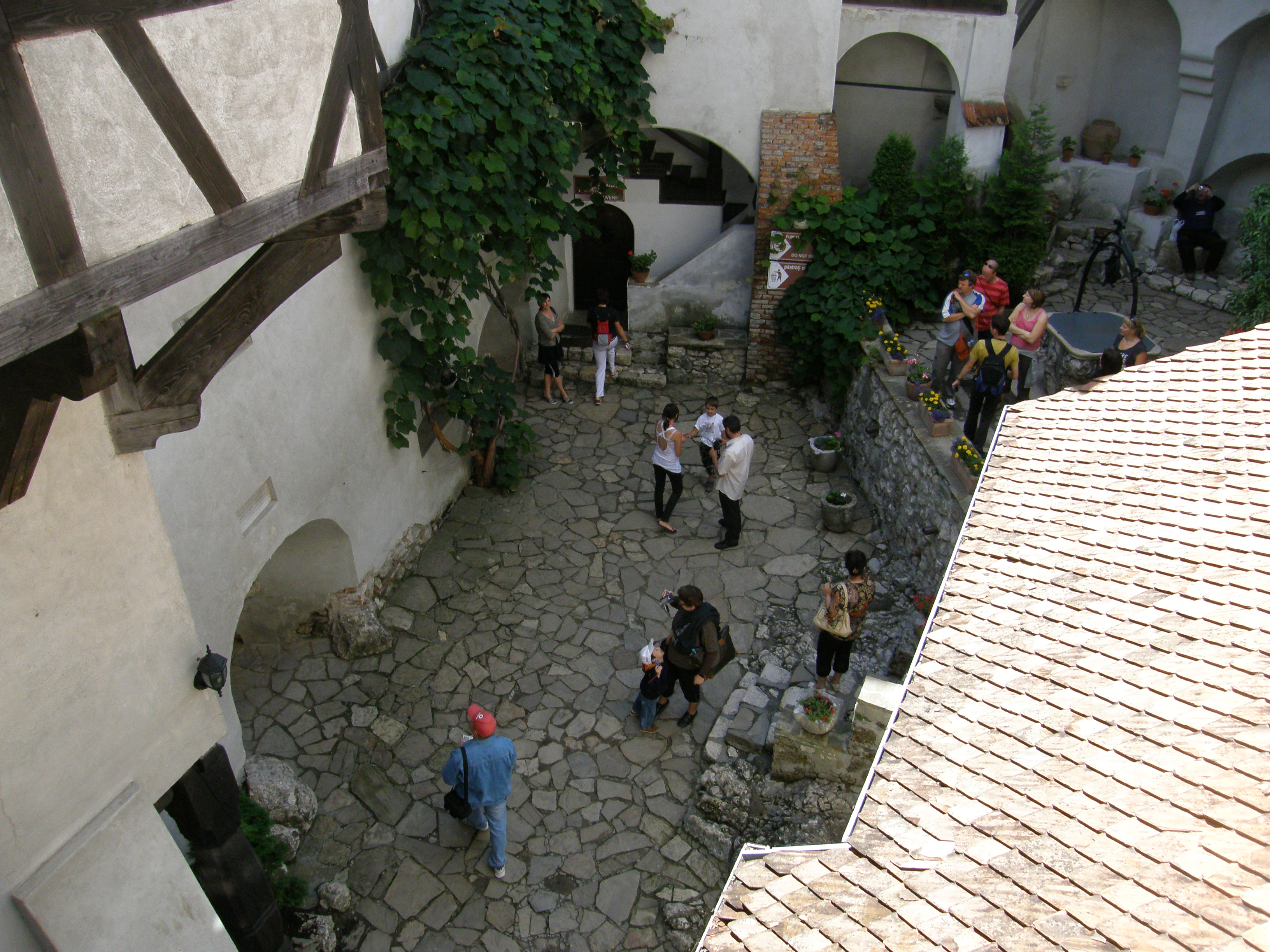
Dziedziniec zamkowy
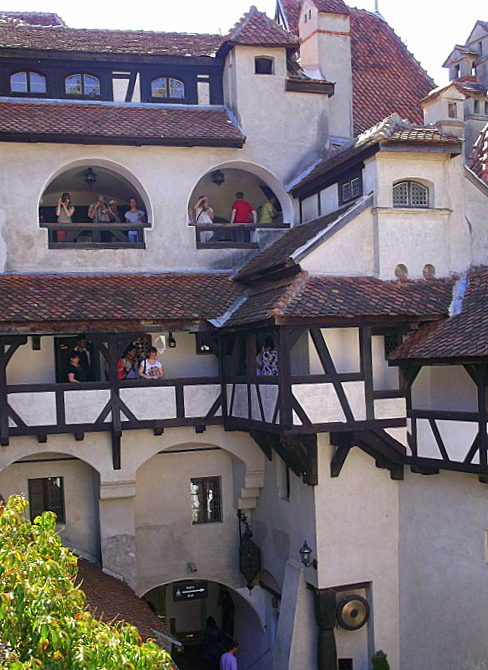
Dziedziniec zamkowy
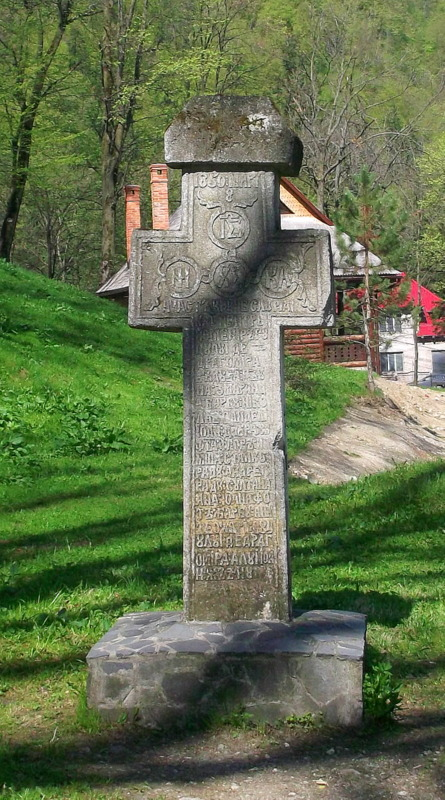
Krzyż w ogrodach zamkowych
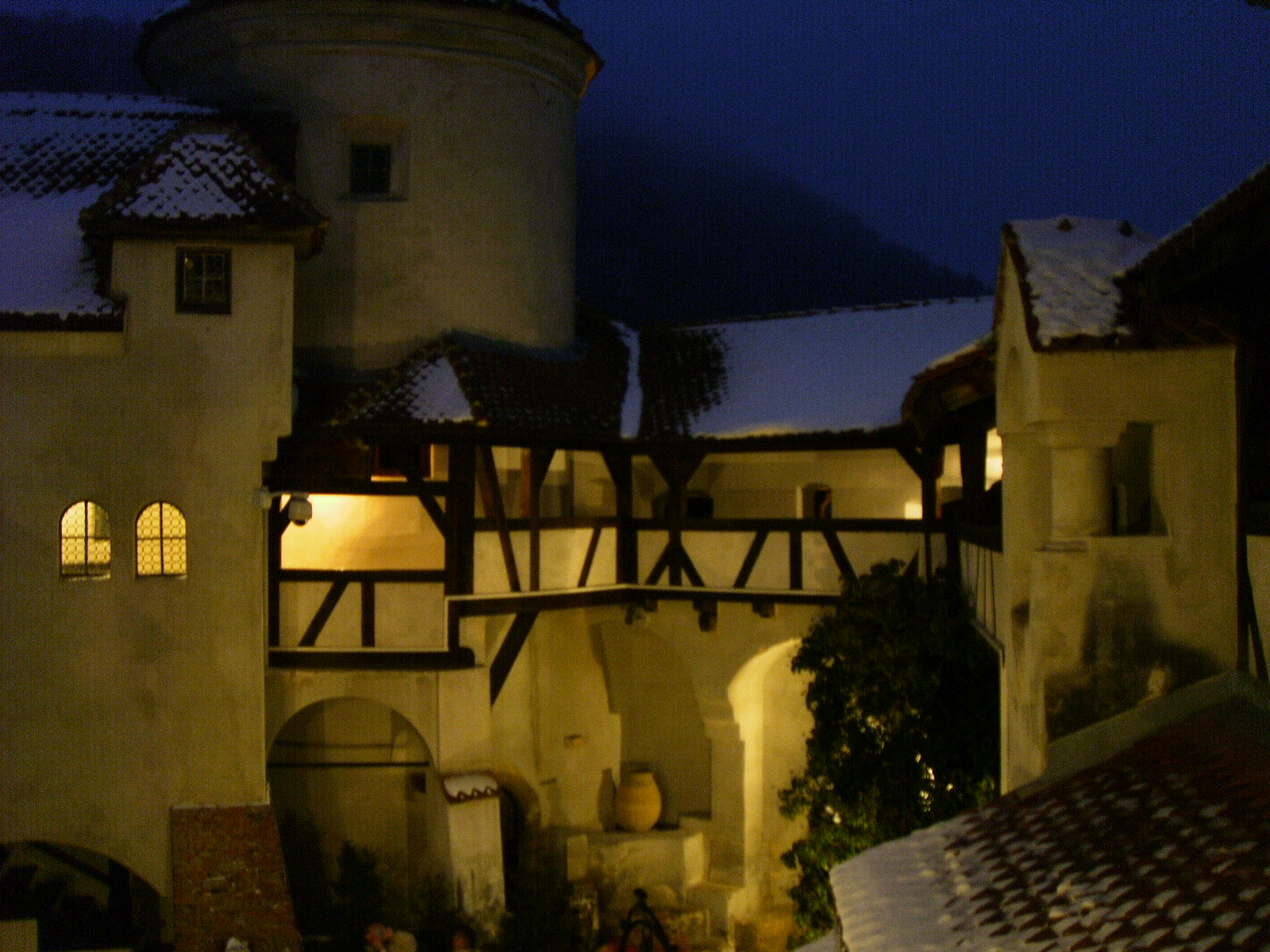
Dziedziniec zamkowy nocą
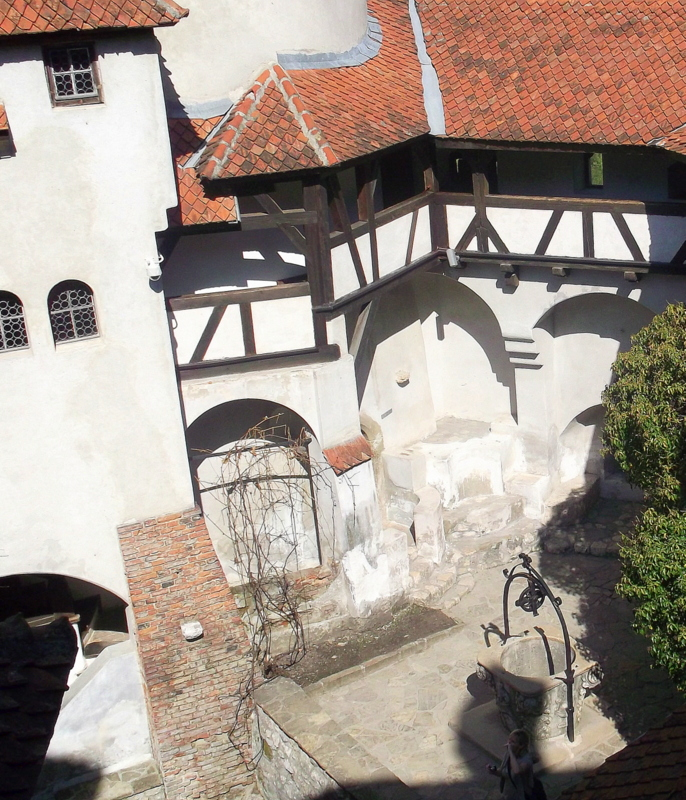
Dziedziniec zamkowy
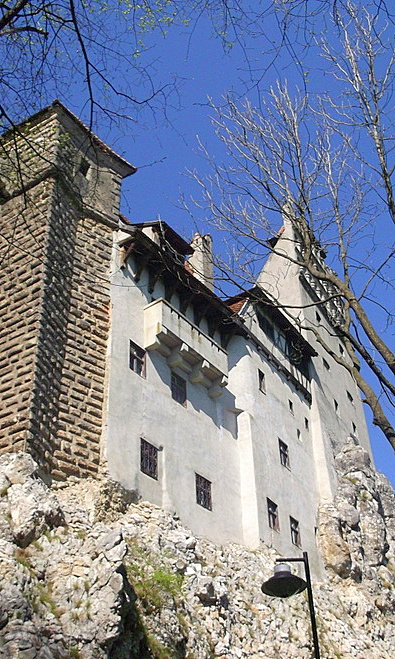
Zamek